# Mistrovství Asie ve fotbale 1988
Mistrovství Asie ve fotbale 1988 bylo deváté mistrovství pořádané fotbalovou asociací AFC. Vítězem se stala saúdskoarabská fotbalová reprezentace, která tak obhájila titul z minulého ročníku.

## Kvalifikované týmy
Hlavní článek: Kvalifikace na Mistrovství Asie ve fotbale 1988
- Katar (hostitel)
- Saúdská Arábie (obhájce titulu)
- Bahrajn
- Čína
- Írán
- Japonsko
- Kuvajt
- Jižní Korea
- Sýrie
- SAE

## Základní skupiny

### Skupina A
| Tým         | B | Z | V | R | P | VG | IG | +/- |
| ----------- | - | - | - | - | - | -- | -- | --- |
| Jižní Korea | 8 | 4 | 4 | 0 | 0 | 9  | 2  | +7  |
| Írán        | 5 | 4 | 2 | 1 | 1 | 3  | 3  | 0   |
| Katar       | 4 | 4 | 2 | 0 | 2 | 7  | 6  | +1  |
| SAE         | 2 | 4 | 1 | 0 | 3 | 2  | 4  | −2  |
| Japonsko    | 1 | 4 | 0 | 1 | 3 | 0  | 6  | −6  |

| 2. prosince 1988 16.00 |        |       |                                                                         |
| Írán                   | 2:0    | Katar | Al-Ahly Stadium, Dauhá diváci: 20 000 rozhodčí: Michel Vautrot (France) |
| Bavi 6' Pious 89'      | Report |       | Al-Ahly Stadium, Dauhá diváci: 20 000 rozhodčí: Michel Vautrot (France) |

| 3. prosince 1988 15.00 |        |                      |                                                            |
| SAE                    | 0:1    | Jižní Korea          | Al-Ahly Stadium, Dauhá rozhodčí: George Courtney (England) |
|                        | Report | Lee Tae-Ho 8' (pen.) | Al-Ahly Stadium, Dauhá rozhodčí: George Courtney (England) |

| 4. prosince 1988 15.00 |        |      |                                                                   |
| Japonsko               | 0:0    | Írán | Qatar SC Stadium, Dauhá diváci: 4 000 rozhodčí: Samuel Chan (HKG) |
|                        | Report |      | Qatar SC Stadium, Dauhá diváci: 4 000 rozhodčí: Samuel Chan (HKG) |

| 5. prosince 1988 17.00       |        |                |                                                             |
| Katar                        | 2:1    | SAE            | Qatar SC Stadium, Dauhá rozhodčí: Erik Fredriksson (Sweden) |
| Muftah 17' Musabah 26' (vl.) | Report | H. Mohamed 35' | Qatar SC Stadium, Dauhá rozhodčí: Erik Fredriksson (Sweden) |

| 6. prosince 1988 15.00              |        |          |                                                         |
| Jižní Korea                         | 2:0    | Japonsko | Qatar SC Stadium, Dauhá rozhodčí: Salah Mohammed (Iraq) |
| Hwang Sun-Hong 13' Kim Joo-Sung 35' | Report |          | Qatar SC Stadium, Dauhá rozhodčí: Salah Mohammed (Iraq) |

| 8. prosince 1988 15.00 |        |     |                                                                     |
| Írán                   | 1:0    | SAE | Qatar SC Stadium, Dauhá diváci: 4 000 rozhodčí: Steven Ovinis (MAS) |
| Pious 27'              | Report |     | Qatar SC Stadium, Dauhá diváci: 4 000 rozhodčí: Steven Ovinis (MAS) |

| 9. prosince 1988 17.00        |        |                                         |                                                             |
| Katar                         | 2:3    | Jižní Korea                             | Qatar SC Stadium, Dauhá rozhodčí: George Courtney (England) |
| Salman 47' (pen.), 80' (pen.) | Report | Chung Hae-Won 10', 72' Kim Joo-Sung 34' | Qatar SC Stadium, Dauhá rozhodčí: George Courtney (England) |

| 10. prosince 1988 15.00 |        |          |                                                      |
| SAE                     | 1:0    | Japonsko | Al-Ahly Stadium, Dauhá rozhodčí: Ahmad Bash (Jordan) |
| A.A. Mohamed 86'        | Report |          | Al-Ahly Stadium, Dauhá rozhodčí: Ahmad Bash (Jordan) |

| 11. prosince 1988 17.00                    |        |      |                                                                      |
| Jižní Korea                                | 3:0    | Írán | Al-Ahly Stadium, Dauhá diváci: 5 000 rozhodčí: Neji Jouini (Tunisia) |
| Byun Byung-Joo 26', 57' Hwang Sun-Hong 42' | Report |      | Al-Ahly Stadium, Dauhá diváci: 5 000 rozhodčí: Neji Jouini (Tunisia) |

| 12. prosince 1988 17.00 |        |                            |                                                         |
| Japonsko                | 0:3    | Katar                      | Al-Ahly Stadium, Dauhá rozhodčí: Yusuf Namoğlu (Turkey) |
|                         | Report | Khamis 58', 82' Muftah 90' | Al-Ahly Stadium, Dauhá rozhodčí: Yusuf Namoğlu (Turkey) |

### Skupina B
| Tým            | B | Z | V | R | P | VG | IG | +/- |
| -------------- | - | - | - | - | - | -- | -- | --- |
| Saúdská Arábie | 6 | 4 | 2 | 2 | 0 | 4  | 1  | +3  |
| Čína           | 5 | 4 | 2 | 1 | 1 | 6  | 3  | +3  |
| Sýrie          | 4 | 4 | 2 | 0 | 2 | 2  | 5  | −3  |
| Kuvajt         | 3 | 4 | 0 | 3 | 1 | 2  | 3  | −1  |
| Bahrajn        | 2 | 4 | 0 | 2 | 2 | 1  | 3  | −2  |

| 2. prosince 1988 18.00 |        |                               |                                                             |
| Sýrie                  | 0:2    | Saúdská Arábie                | Qatar SC Stadium, Dauhá rozhodčí: Erik Fredriksson (Sweden) |
|                        | Report | Al-Mutlaq 20' Al-Suwaiyed 82' | Qatar SC Stadium, Dauhá rozhodčí: Erik Fredriksson (Sweden) |

| 3. prosince 1988 17.00 |        |         |                                                                |
| Kuvajt                 | 0:0    | Bahrajn | Al-Ahly Stadium, Dauhá rozhodčí: Vincent Mauro (United States) |
|                        | Report |         | Al-Ahly Stadium, Dauhá rozhodčí: Vincent Mauro (United States) |

| 4. prosince 1988 17.00           |        |       |                                                            |
| Čína                             | 3:0    | Sýrie | Qatar SC Stadium, Dauhá rozhodčí: Mohamed Hansal (Algeria) |
| Gao Sheng 13' Xie Yuxin 14', 19' | Report |       | Qatar SC Stadium, Dauhá rozhodčí: Mohamed Hansal (Algeria) |

| 5. prosince 1988 15.00 |        |        |                                                          |
| Saúdská Arábie         | 0:0    | Kuvajt | Al-Ahly Stadium, Dauhá rozhodčí: Michel Vautrot (France) |
|                        | Report |        | Al-Ahly Stadium, Dauhá rozhodčí: Michel Vautrot (France) |

| 6. prosince 1988 17.00 |        |                   |                                                           |
| Bahrajn                | 0:1    | Čína              | Qatar SC Stadium, Dauhá rozhodčí: Syed Shahid Hakim (IND) |
|                        | Report | Zhang Xiaowen 78' | Qatar SC Stadium, Dauhá rozhodčí: Syed Shahid Hakim (IND) |

| 8. prosince 1988 17.00 |        |        |                                                         |
| Sýrie                  | 1:0    | Kuvajt | Al-Ahly Stadium, Dauhá rozhodčí: Yusuf Namoğlu (Turkey) |
| Al-Nasser 63'          | Report |        | Al-Ahly Stadium, Dauhá rozhodčí: Yusuf Namoğlu (Turkey) |

| 9. prosince 1988 15.00 |        |                       |                                                                 |
| Saúdská Arábie         | 1:1    | Bahrajn               | Qatar SC Stadium, Dauhá rozhodčí: Vincent Mauro (United States) |
| Jazea'a 78'            | Report | F. Mohamed 44' (pen.) | Qatar SC Stadium, Dauhá rozhodčí: Vincent Mauro (United States) |

| 10. prosince 1988 17.00                 |        |                 |                                                            |
| Kuvajt                                  | 2:2    | Čína            | Al-Ahly Stadium, Dauhá rozhodčí: Erik Fredriksson (Sweden) |
| Adel Abbas 60' (pen.) Mansour Basha 62' | Report | Ma Lin 10', 87' | Al-Ahly Stadium, Dauhá rozhodčí: Erik Fredriksson (Sweden) |

| 11. prosince 1988 15.00 |        |                       |                                                           |
| Bahrajn                 | 0:1    | Sýrie                 | Qatar SC Stadium, Dauhá rozhodčí: Michel Vautrot (France) |
|                         | Report | Abu Al-Sel 72' (pen.) | Qatar SC Stadium, Dauhá rozhodčí: Michel Vautrot (France) |

| 12. prosince 1988 15.00 |        |                |                                                           |
| Čína                    | 0:1    | Saúdská Arábie | Al-Ahly Stadium, Dauhá rozhodčí: Mohamed Hansal (Algeria) |
|                         | Report | Al-Bishi 56'   | Al-Ahly Stadium, Dauhá rozhodčí: Mohamed Hansal (Algeria) |

## Play off

### Semifinále
| 14. prosince 1988 16.00 |              |               |                                                                               |
| Jižní Korea             | 2:1 (prodl.) | Čína          | Qatar SC Stadium, Dauhá diváci: 1 000 rozhodčí: Vincent Mauro (United States) |
| Lee Tae-Ho 93', 103'    | Report       | Mai Chao 100' | Qatar SC Stadium, Dauhá diváci: 1 000 rozhodčí: Vincent Mauro (United States) |

| 15. prosince 1988 16.00 |        |      |                                                                            |
| Saúdská Arábie          | 1:0    | Írán | Qatar SC Stadium, Dauhá diváci: 17 000 rozhodčí: George Courtney (England) |
| Abdullah 16'            | Report |      | Qatar SC Stadium, Dauhá diváci: 17 000 rozhodčí: George Courtney (England) |

### O 3. místo
| 17. prosince 1988 16.00 |              |      |                                                                    |
| Čína                    | 0:0 (prodl.) | Írán | Al-Ahly Stadium, Dauhá diváci: 2 000 rozhodčí: Ahmad Bash (Jordan) |
|                         | Report       |      | Al-Ahly Stadium, Dauhá diváci: 2 000 rozhodčí: Ahmad Bash (Jordan) |

|                                 |     | Penaltový rozstřel             |  |
| Duan Ju Wang Baoshan Wu Wenbing | 0:3 | Moharrami Ansarifar Ghayeghran |  |

### Finále
| 18. prosince 1988 16.00 |              |                |                                                                         |
| Jižní Korea             | 0:0 (prodl.) | Saúdská Arábie | Al-Ahly Stadium, Dauhá diváci: 20 000 rozhodčí: Michel Vautrot (France) |
|                         | Report       |                | Al-Ahly Stadium, Dauhá diváci: 20 000 rozhodčí: Michel Vautrot (France) |

|                                                                   |     | Penaltový rozstřel                            |  |
| Cho Min-Kook Lee Tae-Ho Byun Byung-Joo Kim Joo-Sung Cho Yoon-Hwan | 3:4 | Al-Naima Al-Jawad Abdullah Al-Mutlaq Al-Bishi |  |